# 럼퍼드 백작 벤저민 톰프슨
럼퍼드 백작 벤저민 톰슨 경(영어: Sir Benjamin Thompson, Count Rumford, FRS, 1753년 3월 26일~1814년 8월 21일)은 영국령 북아메리카에서 태어난 영국인으로 유럽 각국에서 활약한 물리학자이자, 군인, 정치인이다.

## 생애
영국의 식민지였던, 뉴잉글랜드 지역에 있는 보스턴 근방의 워번에서 태어났음. 뉴잉글랜드에 있었을 당시에 상인, 교사, 군인 등의 직업을 전전하였다. 그 후 정치적인 이유로 영국으로 건너가서 자연과학에 대한 연구에 착수하였다. 1784년에는 독일로 옮겨 바이에른의 선제후의 중신이 되어, 바이에른 선제후국의 수도인 뮌헨에서 11년간 머물렀다. 1791년에는 신성 로마 제국 황실로부터 럼퍼드 백작의 칭호를 받았다. 후에 재차 영국으로 갔다가, 1803년에 다시 파리로 가서 라부아지에의 미망인과 결혼하였다. 그러나 4년 후에는 이혼하였으며, 파리에서 생애를 마쳤다.

## 업적
군사·정치 면에도 공적이 많은 그는 화약과 총포 등에 대한 공학적 연구에서 열에 대한 물리학적인 연구로 나아갔다. 뮌헨 병기공장에서 대포를 깎아낼 때 많은 열이 발생하는 데 주목한 백작은 그 때까지의 열소설(열을 물질로 보는 설)을 뒤엎고 열은 운동의 한 형태임을 주장하였다. 이것은 그 후에 열역학에 대한 커다란 진전에 대한 중요한 기여가 되었다. 또한 런던에 왕립 연구소를 설립한 것도 그의 공적의 하나이다.

## 서훈
- 1784년 영국 기사작위 서임
- 1791년 신성 로마 제국 백작작위(Count Rumford) 서임